# アラン・ローマックス
アラン・ローマックス（Alan Lomax、1915年（大正4年）1月31日 - 2002年（平成14年）7月19日）は、アメリカ生まれ、アメリカを中心とした民俗音楽の録音収集・映像記録・研究家、アメリカ議会図書館のディレクター。コンサートやラジオ番組の制作もした。フォーク、ブルースなどジャンルを問わず、またアメリカ国内以外にも、イギリス、アイルランド、イタリア、スペイン、カリブ海地域で録音をした。1940年代から1960年代前半の米英のフォークソングブーム（folk music revival）に多大な影響を与える。

## 生涯

### 生い立ち
1915年（大正4年）テキサス州オースティンに民俗音楽研究家ジョン・ローマックス（en:John A. Lomax）を父に、四人兄弟の第三子として誕生。

## 略歴
1915年（大正4年） - ジョン・ローマックスの息子として生まれる。
小児期は虚弱体質で小学校にはあまり行けなかった。ダラスのハイスクールで学ぶ。
1930年、コネチカット州の高校を15歳で卒業。
テキサス大学オースティン校入学。ニーチェを読み哲学に興味を持つ。学校新聞に幾つかのコラムを書く。黒人アーティストのレコード収集を始め、黒人経営のナイトクラブに通う。17歳、大学を休学して父親の民謡収集を手伝い、1935年からは父親と離れ収集活動を始める。のち復学。
1937年、在学中に最初の結婚、夫婦で民謡収集を行う。12年の結婚生活、一人娘（en:Anna Lomax Wood）を設ける。
2002年（平成14年） - フロリダ州サラソタの養護施設にて死去。

## 家族・親族
- ウィリアム・ローマックス - 18世紀にイングランドから移住。
- ジョン・ローマックス - 父

## 受賞
- 1986年: ロナルド・レーガン大統領から国家芸術勲章
- 2000年: 米国議会図書館生ける伝説賞[2]
- 2001年: テュレーン大学から哲学の名誉博士号
- 1993年: 著書『The Land Where the Blues Began』で全米批評家協会賞とラルフ・グリーソン・ミュージック・ブック・アワード。強制労働が蔓延していた第二次世界大戦前の南部（特にミシシッピ州の堤防）とブルース音楽の起源を結び付けている。
- 2003年: 生涯にわたる功績に対して死後のグラミー賞
- 2006年: 「Jelly Roll Morton: The Complete Library of Congress Recordings」(ラウンダー・レコードによって発行された8CDボックスセット)が第48回グラミー賞の2つのカテゴリーを受賞した。
- 2011年: キンバリー・グリーンとグリーン財団からの支援と主要な資金提供を受けて作成され、録音された音楽の10枚のCDが特徴映画の映像 (当時19歳だったエリザベス・ローマックスが撮影)および、ローマックスが選んだ手紙とフィールドジャーナル、および音楽学者のGage Averillによるメモの綴じられた本で、2つのグラミー賞にノミネートされた[3]。

## 関連アーティスト
- ウディ・ガスリー
- レッドベリー
- ピート・シーガー
- ジェリー・ロール・モートン
- マディ・ウォーターズ
- ビッグ・ビル・ブルーンジー
- シャーリー・コリンズ（en:Shirley Collins）
- スーズ・ロトロ
- ディッドレイ・ボウ